# Ellen More
Ellen More, död efter 1527, var en afrikansk tjänare (Kammermohr) anställd vid det skotska kungliga hovet mellan 1504 och 1527.
Hon förmodas vara en av de två "More lasses" som importerades till det kungliga hovet i Skottland av en portugis år 1504. Samma portugisiska köpman medförde också ett antal exotiska djur. 
De två afrikanska flickorna uppgavs vara systrar. Deras ålder är okänd, men de kallades för "lass", en term som då användes i Skottland för att beskriva tonåringar. De konverterades till kristendomen och döptes till Ellen och Margaret More 11 december 1504. De fick sina förnamn efter Sköna Helena av Troja och Skottlands dåvarande drottning Margareta Tudor, och sitt efternamn More efter det dåvarande uttrycket för mörka personer, "morian". 
Det förmodas att de ursprungligen var slavar, men de borde automatiskt ha upphört vara slavar då de anlände, eftersom slaveri inte längre existerade i Europa (endast i kolonierna i andra världsdelar). Vid Europas kungliga hov tillförde det status att ha tjänare av andra hudfärger, eftersom det gav en exotisk och kosmopolitisk atmosfär och antydde bildning och medvetande om den större världen. De var inte formellt slavar och hade ospecificerade eller alldagliga uppgifter som "tjänare", eftersom det var den visuella effekten av deras närvaro som var huvudsaken. Vid det skotska hovet fanns flera afrikaner under 1500-talet. Ellen More kallades "Helenor the blak moir" och var tillsammans med sin syster anställd som tjänare, utan närmare specificering, hos kungens dotter Margaret och sedan - förmodligen efter den förras giftermål 1510 - hos drottning Margareta Tudor. Ellen och Margaret More nämns vid namn först 1511. De förekommer vid flera tillfällen i hovets räkenskaper där de bland annat mottar finare typer av kläder. Ellen nämns oftare än Margaret. Systrarna nämns sista gången år 1527. 
Ellen More associeras med dikten Of Ane Blak-Moir av William Dunbar, och kan ha deltagit i en tablå som "Black Lady" vid en kunglig tornering 1507 och 1508.